# 川井徳子
川井 徳子（かわい のりこ、1958年 - ）は、日本の実業家。不動産業、観光業、IT・デザインなど5つの会社を束ねるノブレスグループの代表。社団法人ソーシャル・サイエンス・ラボ理事長。

## 経歴
1958年、奈良市に生まれる。立命館大学文学部卒業（西洋史専攻）。
1997年、父親の会社を引き継ぎ、多くの不良債権物件を「物語力」で甦らせてきた。
京都南禅寺界隈に位置し、植治こと七代目小川治兵衛の手による日本庭園（池泉回遊式庭園）を有する「何有荘」を2006年10月に取得。2年余りの時間をかけて庭園、邸宅ともに再生し、世界的オークションハウス「クリスティーズ」が100%出資する「クリスティーズ・グレート・エステート」に日本の不動産として初めて出品し、2009年に米富豪ラリー・エリソン（米オラクル・コーポレーションCEO）に売却。現在もノブレスグループ不動産部門、株式会社ノブレスにおいて庭園付物件などの再生を手がけている。
ミシュランガイドにて2年連続2パビリオンの評価を獲得した「ホテルアジール・奈良」は、かつて団体旅行客中心のホテルだった。2000年に築20年を経過していた建物を取得し、10数年かけ個人客にも寛げる空間と、サービスを提供できる施設へと再生を果たした。
「ホテルアジール・奈良」が所属するノブレスグループ観光・サービス部門、株式会社ワールド・ヘリテイジでは、ホテル・土産物店運営など観光事業についてのコンサルティングを行う。

## 知的インフラ
学生時代より西洋史の大家・阿部謹也に傾倒。
1997年には大阪21世紀協会が主催する「21世紀塾」にて米山俊直に師事。
その後、2004年より日置弘一郎（京都大学大学院経済学研究科教授）と中牧弘允（国立民族学博物館名誉教授）が主宰する国立民俗学博物館における経営人類学の共同研究へ参加し、討論に加わる。2008年には同共同研究会の特別講師として「日本の近代の経営者と造園文化」を発表。
マクロ経済学では、若田部昌澄、原田泰、田中秀臣、飯田泰之と交流が深く、浜田宏一にも教えを仰ぐ。

## 主張
- 「交流人口社会を創ろう！」　―川井徳子オフィシャルサイトより
- 「土地にはその場所に昔から言い伝えられてきた神話や物語があります。それはその土地がもつ固有のメッセージなのです。私たち不動産業に携わる者は、どういう理由でこうした庭や建物を造ったのかをきちんと言葉で説明するコンテクスト（文脈）が重要なのです」―産業新潮2012年8月号より
- 「世界がグローバル化していく中で、重要になってくるのはローカル、その土地の固有性です」―HOTERES 2012年1月13日号より
- 「土地にも建物にも、みな歴史があり物語があるのです」　―WEDGE 2012年8月号企画広告「輝く女性力 第２回」より
- 「人生も事業も必ず再生できる」―第124回全国経営者セミナーより

## 著作
- 『不動産は「物語力」で再生する』東洋経済新報社（2011年12月8日）

## 代表（理事長）を務める組織
- ノブレスグループ(株式会社ノブレス・セントラル）ノブレスグループ公式サイト
  - 株式会社ワールド・ヘリテイジ
  - 株式会社ノブレス
  - 新日本輸送株式会社
  - 株式会社クーデザイン
- 社団法人ソーシャル・サイエンス・ラボ
- ＷＷホールディング株式会社
- 宗教法人神奈我良
- 株式会社地域文化伝承研究会